# Кінець Землі
«Кінець Землі» (англ. Afflicted) — канадський кінофільм режисера Дерека Лі та Кліффа Проуза, що вийшов на екрани в 2013 році.

## Сюжет
Найкращі друзі Кліфф і Дерек у пошуках пригод відправляються в навколосвітню подорож. Після загадкового знайомства з таємничою незнайомкою, Дерек переживає трансформацію і перетворюється на кровожерливе створення. Наводяча жах подорож приводить друзів на край світу.

## У ролях
| Актор           | Роль |
| --------------- | ---- |
| Дерек Лі        | -    |
| Кліфф Проуз     | -    |
| Michael Gill    | -    |
| Jason Lee       | -    |
| Gary Redekop    | -    |
| Lily Py Lee     | -    |
| Zach Gray       | -    |
| Edo Van Breemen | -    |
| Ellen Ferguson  | -    |
| Бенжамін Зейтун | -    |

## Знімальна група
- Режисер — Дерек Лі, Кліфф Проуз
- Сценарист — Дерек Лі, Кліфф Проуз
- Продюсер — Кріс Фергюсон, Зек Липовски, Джейсон Даудесвелл
- Композитор — Edo Van Breemen